# Al Di Meola
Al Laurence Di Meola (ur. 22 lipca 1954 w Jersey City w stanie New Jersey, USA) – amerykański gitarzysta jazzowy. Współpracował m.in. z: gitarzystą flamenco Paco de Lucią, gitarzystą jazzowym Johnem McLaughlinem, Orkiestrą Kameralną Polskiego Radia „Amadeus”, basistą Stanleyem Clarkiem, skrzypkiem Jean-Luc Pontym, pianistą i keyboardzistą Janem Hammerem.

## Kariera
W 1974 roku Al Di Meola przyłączył się do zespołu Return to Forever, założonego przez Chicka Coreę i grał z nim aż do rozstania w roku 1976. Po odejściu z Return to Forever Al Di Meola nagrał solowy album pt. Land of the Midnight Sun, na którym gościnnie zagrał m.in. Jaco Pastorius. Został wtedy zauważony ze względu na swoją szybkość gry i techniczne umiejętności. Wczesne płyty sprawiły, że kojarzony był głównie z gitarą elektryczną za sprawą utworów takich, jak „Race with the Devil on the Spanish Highway” czy „Egyptian Danza”, choć zdarzały się w jego dorobku utwory czysto akustyczne – jak „Mediterranean Sundance”, „Lady of Rome, Sister of Brazil” z płyty Elegant Gypsy czy „Fantasia Suite” z płyty Casino.
W 1980 roku John McLaughlin postanowił stworzyć trio z dwoma innymi gitarzystami i wydać płytę koncertową mającą być zapisem ich występu. Jego wybór padł na Paco de Lucię i Larry’ego Coryella, jednakże z powodu problemów w życiu rodzinnym Larry’ego – oraz nacisków ze strony wytwórni Columbia, która uważała, że nazwisko Corryel nie jest wystarczająco sławne – został on zastąpiony Alem Di Meolą. Płyta jest zapisem występu, który trio dało pod koniec dwumiesięcznej trasy po USA i Europie. Jak mówi Al Di Meola, „Dwa miesiące grania każdego wieczoru z szybkością 500 tysięcy mil na godzinę sprawiło, że pod koniec trasy byliśmy bardzo dobrze rozgrzani”. Płyta stała się wielkim sukcesem tria i rozsławiła Ala jako gitarzystę nie tylko elektrycznego, ale też i akustycznego. W tym składzie trio nagrało jeszcze dwie płyty: Passion, Grace and Fire (1983) oraz The Guitar Trio (1995). Obie płyty zostały nagrane w studiu.
Był kilka razy uznany za najlepszego gitarzystę jazzowego: „Best Jazz Guitarist in Guitar Player Magazine's Reader Poll”.

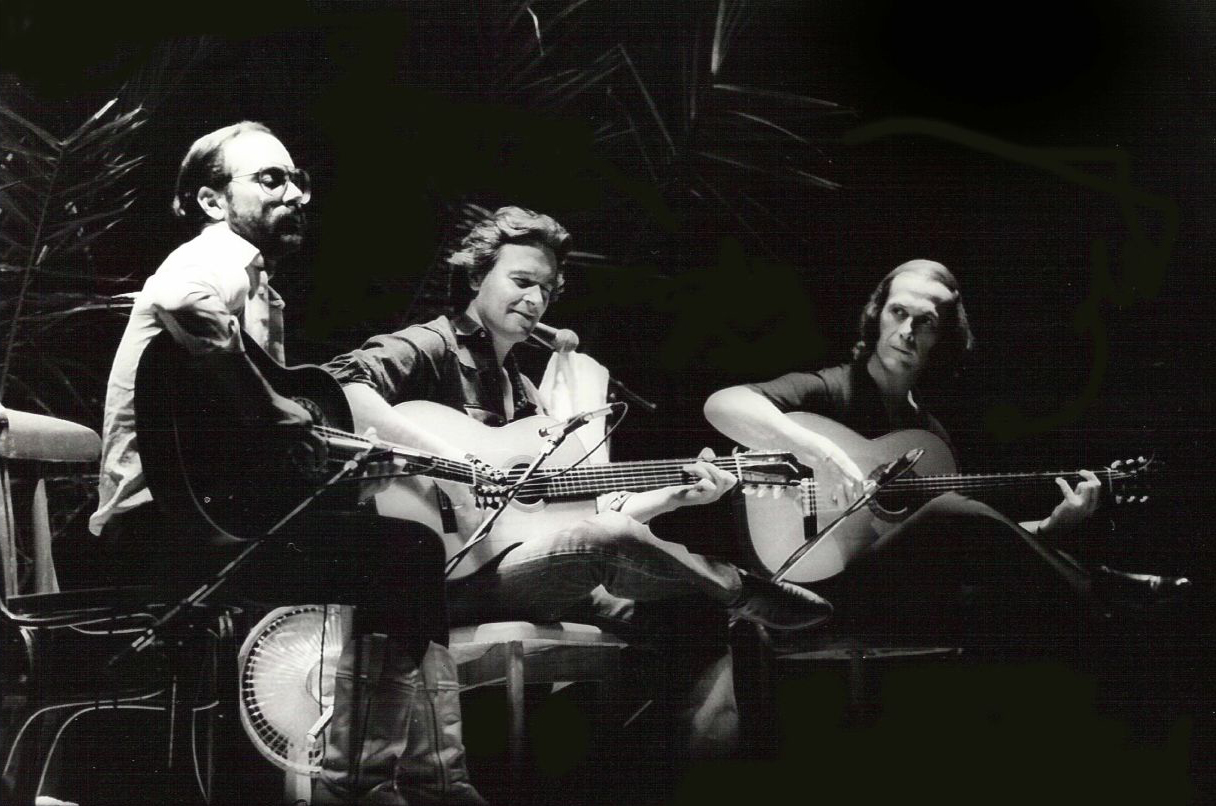
Al Di Meola, John McLaughlin i Paco de Lucía, lata 80. XX wieku
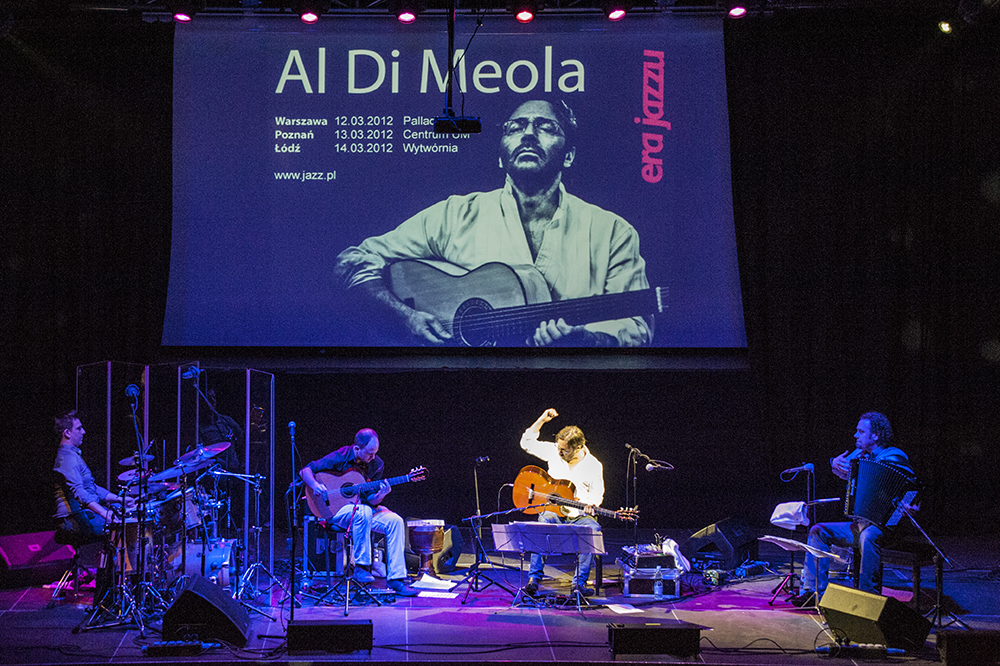
Koncert w teatrze Palladium w Warszawie - marzec 2012.
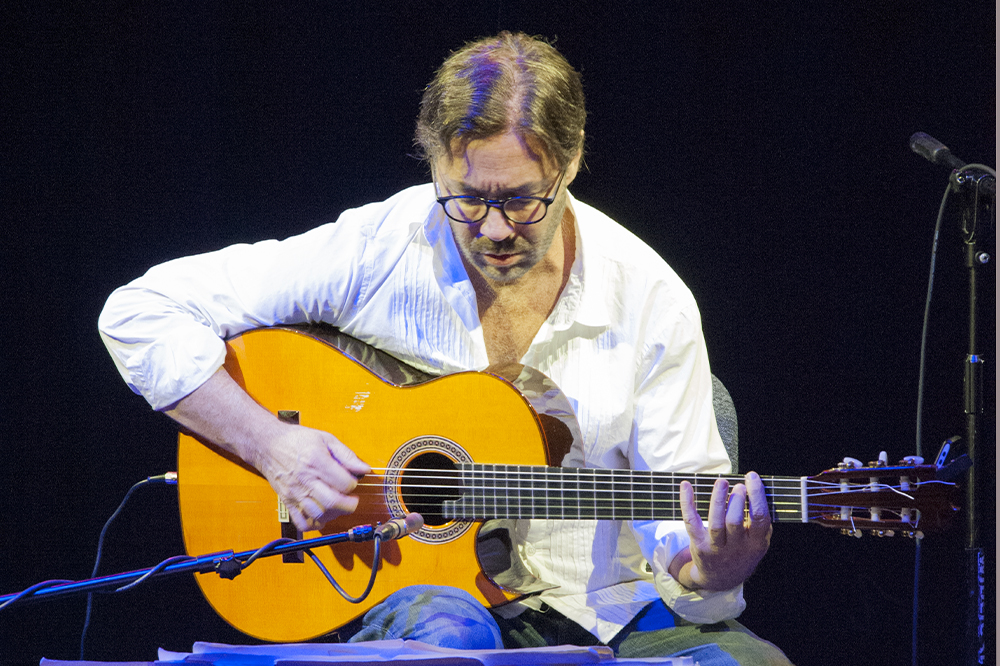
Na scenie warszawskiego Palladium w marcu 2012.

## Albumy solowe
1. Land of the Midnight Sun (1976)
2. Elegant Gypsy (1977)
3. Casino (1978)
4. Splendido Hotel (1980)
5. Electric Rendezvous (1982)
6. Tour de Force – Live (1982)
7. Scenario (1983)
8. Cielo e Terra (1985)
9. Soaring Through a Dream (1985)
10. Tirami Su (1987)
11. World Sinfonia (1991)
12. Kiss My Axe (1991)
13. The Best of Al Di Meola: The Manhattan Years (1992)
14. World Sinfonia – Heart of the Immigrants (1993)
15. Orange and Blue (1994)
16. Di Meola Plays Piazzolla (1996)
17. The Infinite Desire (1998)
18. Winter Nights (1999)
19. World Sinfonia – The Grande Passion (2000)
20. Flesh on Flesh (2002)
21. Al Di Meola Revisited (2003)
22. Vocal Rendezvous (2006)
23. Consequence of Chaos (2006)
24. Diabolic Inventions And Seduction For Solo Guitar (2006)
25. Pursuit of Radical Rhapsody (2011)
26. All Your Life (A Tribute to the Beatles) (2013)
27. Elysium (2015)
28. Morocco Fantasia (2017)
29. Opus (2018)
30. Elegant Gypsy And More Live (2018)
31. Across The Universe: The Beatles. Volume 2 (2020)